# Lycée du Parc
O Lycée du Parc é uma escola pública localizada no 6º arrondissement de Lyon, França. Seu nome vem do Parque da Tête d'Or, um dos maiores parques urbanos da Europa, localizado nas proximidades.
Ele oferece educação no nível do liceu e também oferece aulas preparatórias, ou prépas, que preparam os alunos para ingressar nas Grandes Écoles de elite, como École Polytechnique, CentraleSupélec, École des Mines de Paris, ESSEC Business School, ESCP Business School e HEC Paris.
A escola foi construída no local da antiga Lunette des Charpennes, parte do sistema de fortificações Ceintures de Lyon construído no século XIX.

## Alunos famosos
- Nathalie Arthaud, uma política francesa
- Vladimir Jankélévitch, um filósofo e musicólogo francês
- Antoine Prost, um historiador francês

## Ligação externa
- Página oficial